# Gottscheina

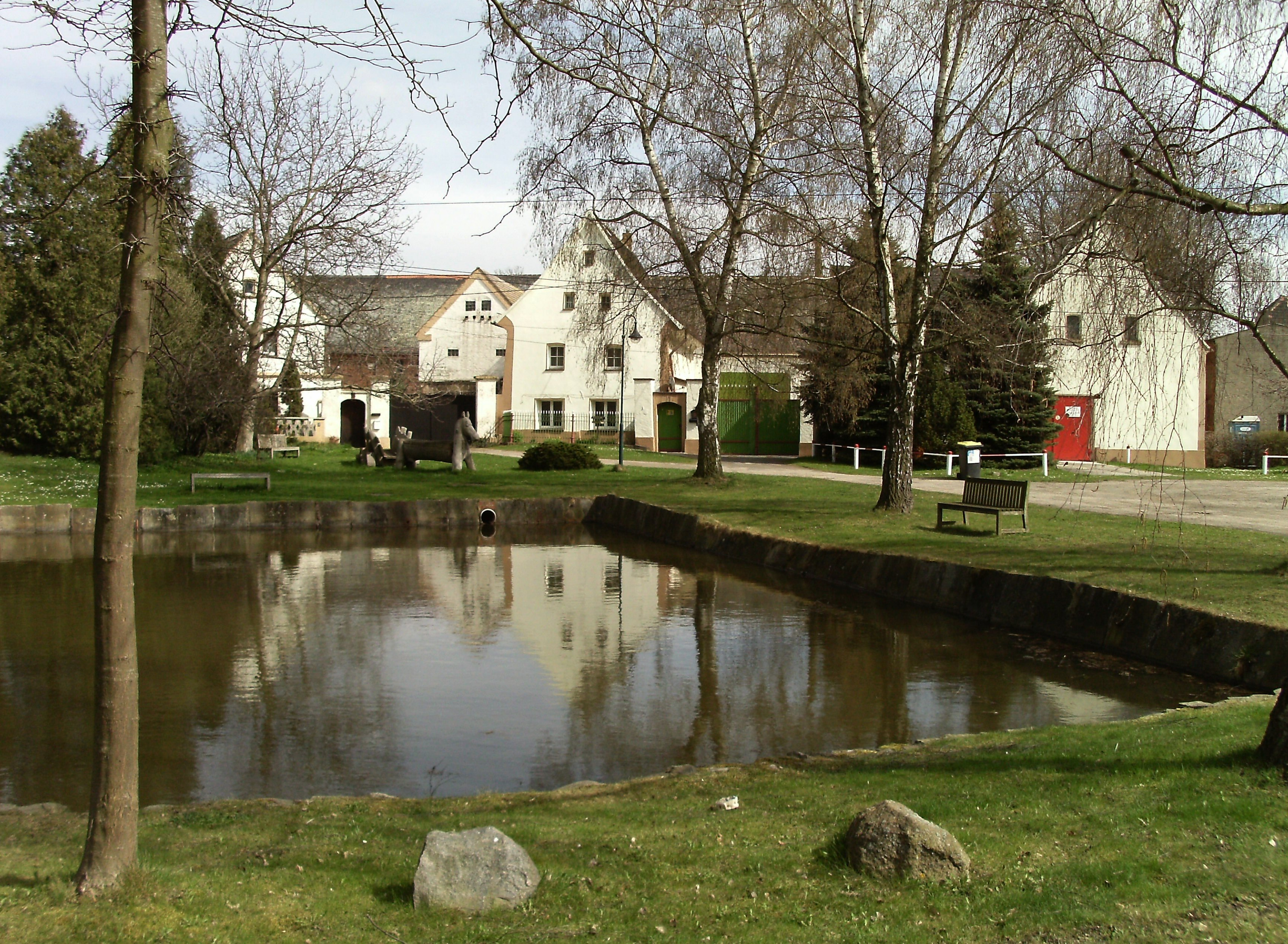
Am Dorfteich im Rundling mit dem ältesten Wohnhaus Gottscheinas (Bildmitte)

Gottscheina ist eine Gemarkung im Nordosten von Leipzig und gehört zum Ortsteil Seehausen im Stadtbezirk Nord.

## Lage und Ortscharakteristik
Gottscheina liegt im nördlichste Stadtteil Leipzigs, etwa zwölf Kilometer in nordöstlicher Richtung vom Stadtzentrum entfernt in landwirtschaftlich genutzter Umgebung und ist lediglich durch die Straße nach Hohenheida an das Stadtgebiet angebunden. Die von den Nachbarorten Mutzschlena, Pönitz und Merkwitz (alle zu Taucha) kommenden Straßen vereinigen sich am Rand des Ortes, in den hinein dann nur eine Straße führt, sodass er vom Durchgangsverkehr verschont bleibt. Über einige Fahrten der Buslinien 86 (S-Bahnhof Messe) und 176 (Taucha) ist Gottscheina lose mit dem Leipziger ÖPNV-Netz verbunden.

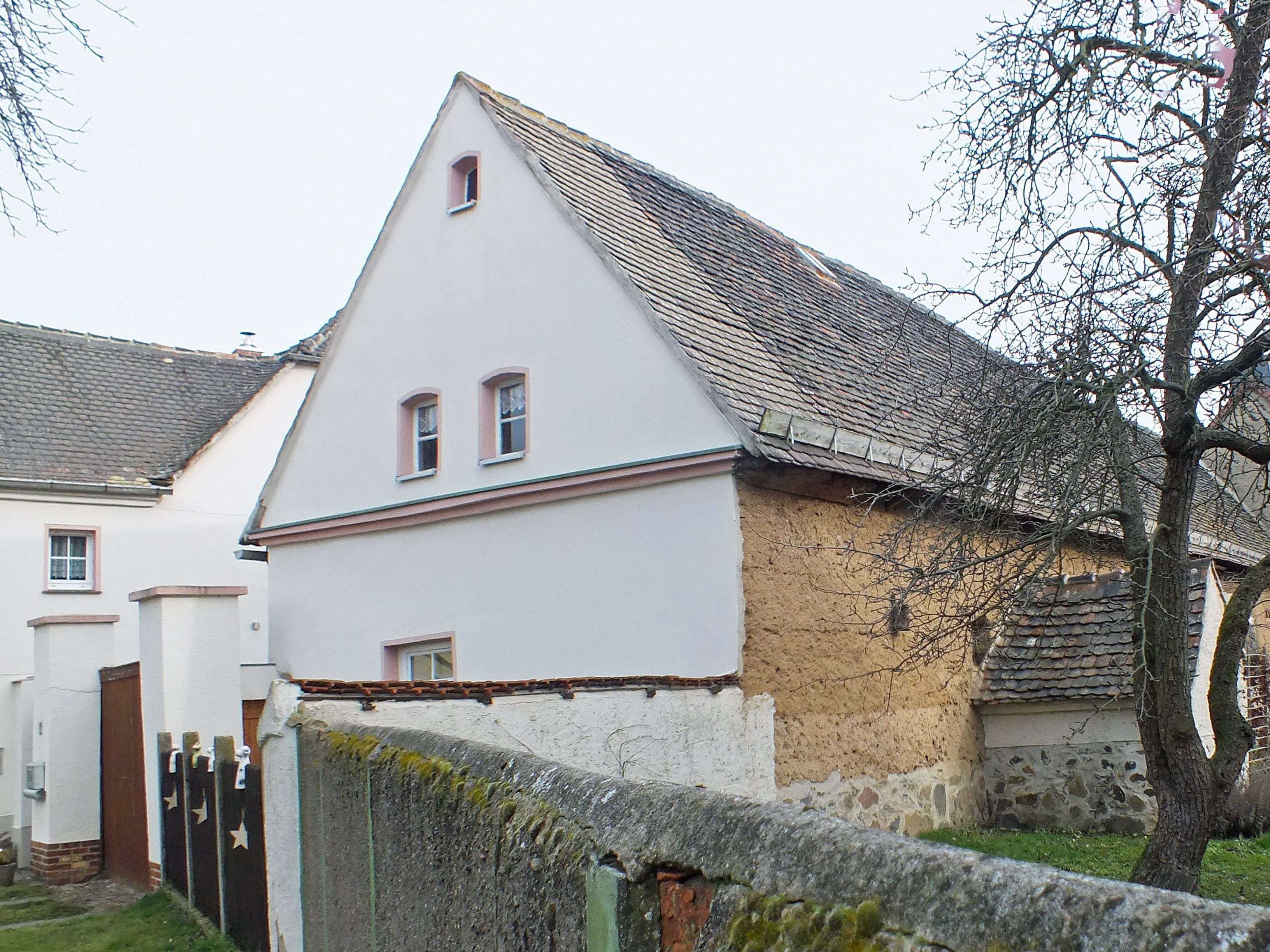
Lehmbau
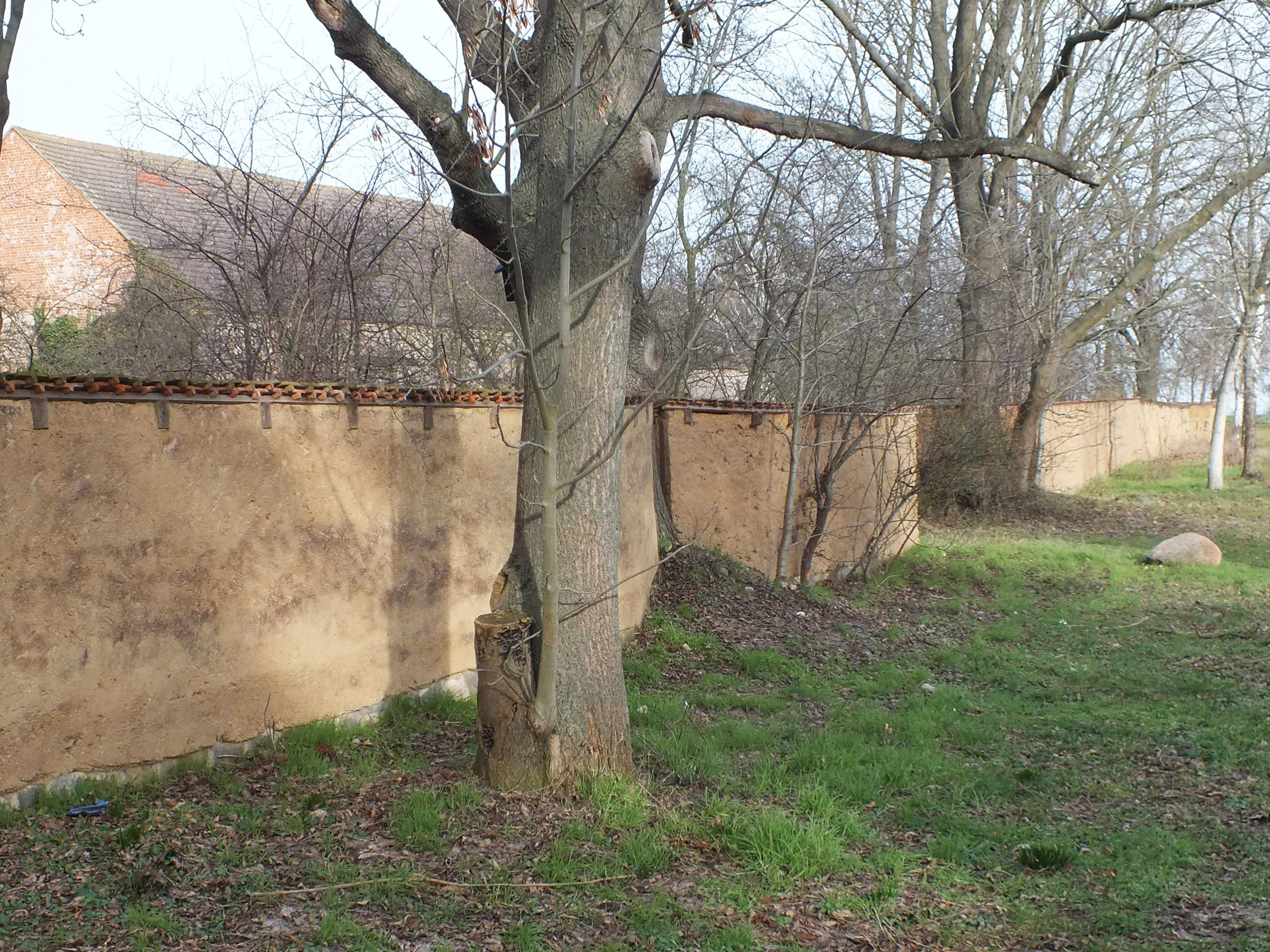
Lehmumfassungsmauer des Ortes

Die Gebäude Gottscheinas sind zumeist Drei- und Vierseithöfe, die sich im südlichen Teil als Rundling um den Dorfteich (auch Quellteich) gruppieren und nach Norden eine sackgassenartige Erweiterung bilden. Zwischen beiden Teilen steht die Kirche.
Zahlreiche Gebäude sind in Lehmbauweise errichtet; das älteste, das Wohnhaus des Hofes Nr. 10, stammt von  1768 und ist ein selten vorkommender zweigeschossiger verputzter Lehmwellerbau, dessen Außenwände sich von 1,3 m im Erdgeschoss auf 0,6 m im Obergeschoss verjüngen. Von der einst das ganze Dorf umschließenden Lehmmauer sind große Teile erhalten.
Westlich des Ortes liegen in einem Wäldchen zwei Teiche, aus deren Gruben der Lehm zum Hausbau gewonnen wurde. Das Wäldchen bietet in der ansonsten waldfreien Umgebung Windschutz für den Ort und war seit alters her so geschützt, dass jeder gefällte Baum durch Neupflanzungen ersetzt werden musste. Die ehemalige Quelle des Dorfteichs ist versiegt. Er wird nunmehr durch das gesammelte Regenabflusswasser des Ortes gespeist. Sein Überlauf führt, bis zur Ortsumfassungsmauer verrohrt, in den Hasengraben, der bei Plaußig in die Parthe mündet.

## Geschichte
Die Gründung von Gottscheinas als Rundling durch slawische Siedler wird für das 8. Jahrhundert angenommen. 1305 wurde es zum ersten Mal im Zusammenhang mit einem Timo de Gotschene urkundlich erwähnt. Die nördliche straßenartige Erweiterung des Dorfes wird für das 15. Jahrhundert angenommen und mit dem Wüstfallen des nordwestlich gelegenen Dorfes Nelmitz in Verbindung gebracht, da mit der zugehörigen Flur vermutlich auch die Bauern zu Gottscheina kamen.
Im Jahr 1438 übereigneten Kurfürst Friedrich II. von Sachsen und sein Bruder Wilhelm der Universität Leipzig die Lehnsherrschaft über die Dörfer Merkwitz, Hohenheida und Gottscheina, die nun Universitätsdörfer genannt und bis in die Mitte des 19. Jahrhunderts durch die Universität verwaltet wurden.  

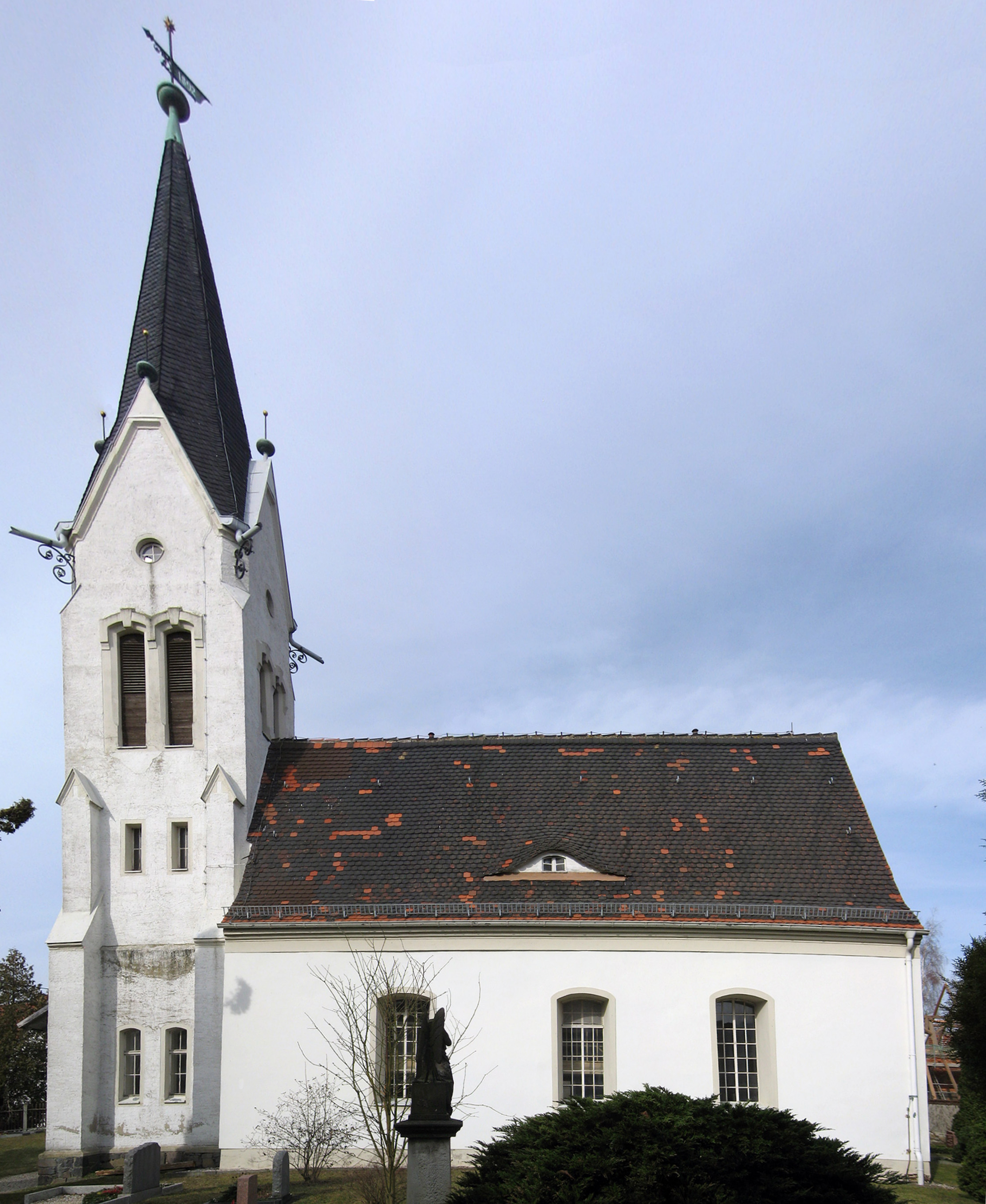
Die Kirche mit dem Turm von 1892

Die wahrscheinlich auf romanische Anfänge gründende kleine Kirche Gottscheinas wurde 1637 erstmals schriftlich erwähnt, als schwedische Söldner im Dreißigjährigen Krieg ihre Pferde darin unterstellten. Nach mehreren Zerstörungen wurde sie auf den Resten wieder neu aufgebaut. Ihren markanten Turm erhielt sie 1892 aus einer Schenkung. Als  dieser 1969 wegen Baufälligkeit abgerissen werden sollte, rettete ihn die Dorfbevölkerung durch Geldspenden und Arbeitseinsätze. In der zweiten Hälfte des 19. Jahrhunderts wurden an der Straße westlich des Kerndorfes ein Gasthof und eine Schule errichtet. 
Gottscheina gehörte bis 1856 zum kursächsischen bzw. königlich-sächsischen Kreisamt Leipzig. 1856 kam der Ort zum Gerichtsamt Taucha, 1875 zur Amtshauptmannschaft Leipzig, 1952 zum Kreis Leipzig-Land im Bezirk Leipzig und 1994 zum Landkreis Leipziger Land. 1957 wurde Gottscheina nach Hohenheida, mit diesem 1992 nach Seehausen und dieses 1997 nach Leipzig eingemeindet. 
Da die Dorfflur in den Jahren 1970–1990 als Vorbehaltsfläche für einen vorgesehenen Braunkohletagebau eingestuft war, mussten in dieser Zeit Neubauten im Dorf unterbleiben. Nach der Wende 1989/1990  erfolgten Sanierungen an zahlreichen Gebäuden, und im Süden entstand anschließend an das alte Dorf ein kleines neues Wohngebiet. 1995 wurde für Gottscheina zum Erhalt des Ortscharakters ein Denkmalpflegerischer Rahmenplan erarbeitet, und sämtliche Gehöfte und die Kirche wurden unter Denkmalschutz gestellt.

## Persönlichkeiten
- Der Leipziger Maschinenfabrikant Karl Krause (1823–1902) heiratete 1857 die aus Gottscheina stammende Emilie Polter (1835–1911) und stiftete 1892 den Neubau des Kirchturms.
- Der Journalist Udo Reiter (1944–2014), Mitbegründer des Mitteldeutschen Rundfunks (MDR) und von 1991 bis 2011 dessen Intendant, wohnte ab 1994 in der ehemaligen Schule von Gottscheina und starb auch hier.[5]